# Charlotta Ehrenpohl

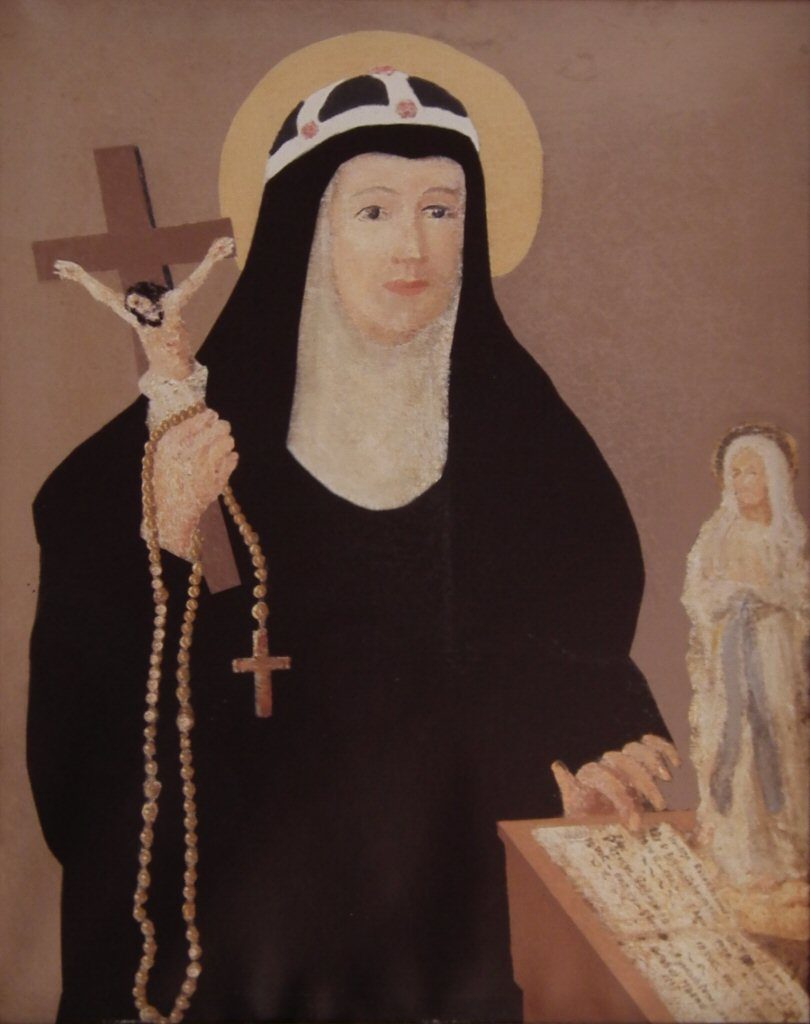
Heliga Birgitta. Oljemålning från 1913

Charlotta "Lotten" Sophia Ehrenpohl, född 28 juli 1841 i Halmstad, död 31 december 1914 i Weert i Holland, var en svensk birgittinnunna och bildkonstnär (målare). 

## Biografi
Charlotta Ehrenpohl var ett av sju barn och den äldsta av sex döttrar till löjtnant Carl Adolf Ehrenpohl och Katarina Sofia Henrika Lagergren.
Ehrenpohl gick i flickpension i Växjö och Halmstad fram till femton års ålder, då hon fick komma hem för att undervisa sina systrar i hemmet. Hon studerade målning under Kilian Zoll 1860 och bedrev 1864–1868 studier i måleri vid Konstakademien i Stockholm med Johan Christoffer Boklund och Fredrik Wilhelm Scholander som lärare. Hon ansågs ha en stor konstnärlig begåvning och tilldelades premier, stipendier och lovord under studieåren.
Efter examen 1868 arbetade Ehrenpohl som ritlärare och guvernant, gav privatlektioner och engagerades för renovering av gamla familjeporträtt. Hon anställdes 1872 som lärare i konst vid franska katolska skolan i Stockholm, också kallad Slavonska skolan, som drevs av de franska ordenssystrarna Filles du Coeur de Marie. Hon var anställd som sekreterare åt drottning Josefina.
Charlotta Ehrenpohl hade under längre tid upplevt dragning till katolicismen, något som växte under hennes anställning hos den katolska Josefina. Hon anställdes 1874 som teckningslärare vid en skola Breslau och konverterade hon 7 april 1875 till den katolska kyrkan. År 1877 lämnade hon Sverige för att inträda som nunna i bigittinklostret Maria Haart i Weert vi Nederländerna under ordensnamnet syster Maria Catharina av Jesus och Marias Heliga Hjärtan. Under sin tid vid klostret utförde hon ett stort antal målningar med religiösa motiv för kyrkor och kloster.
Charlotta Ehrenpohl finns representerad vid Norrköpings konstmuseum.